# Trumpf (Unternehmen)

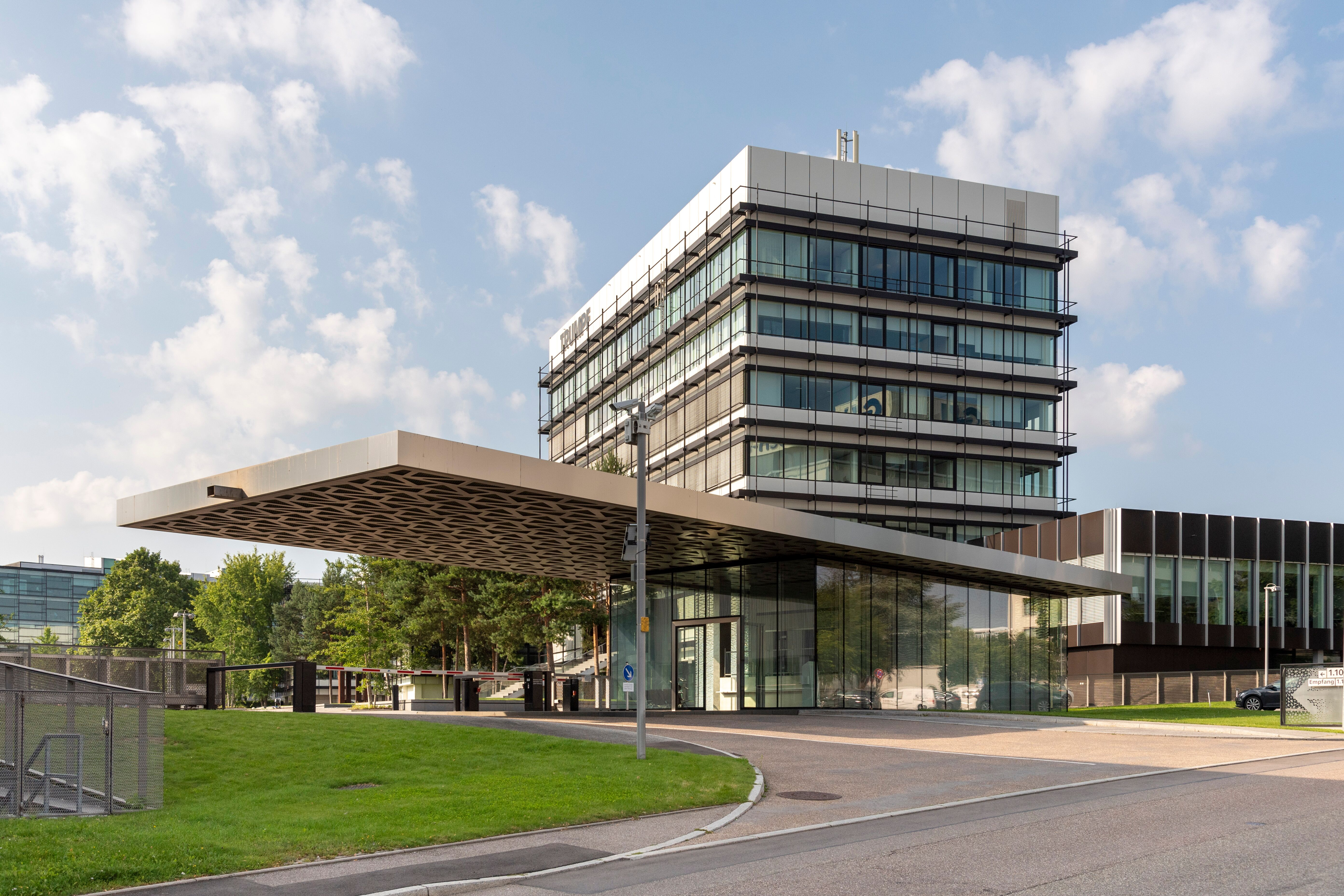
Hauptverwaltung in Ditzingen (2021)

Die Trumpf SE + Co. KG (Eigenschreibweise: TRUMPF) ist die Konzernobergesellschaft der Trumpf-Gruppe, einem deutschen Maschinenbaukonzern mit Hauptsitz in Ditzingen.
Es geht zurück auf die mechanische Werkstätte von Julius Geiger, die 1923 von Christian Trumpf übernommen wurde. Sein Patenkind Berthold Leibinger (1930–2018) machte aus dem mittelständischen Maschinenbauer einen weltweit anerkannten Industriekonzern. Trumpf gehört heute zu den größten Anbietern von Werkzeugmaschinen und ist zudem führend in der Lasertechnik.

## Geschichte

### Gründung und erste Jahre
Im Jahr 1923 erwarb der Kaufmann Christian Trumpf die mechanische Werkstätte von Julius Geiger in Stuttgart. Das Unternehmen stellte zunächst biegsame Wellen her, mit deren Hilfe etwa Bohrer und andere Werkzeuge angetrieben wurden. Nach der Entwicklung eines motorisierten Antriebs wurden sie zunehmend in der Industrie eingesetzt, etwa für die Bearbeitung von Metall und Holz. 1934 stellte Trumpf die erste motorbetriebene Handschere zum Schneiden von Blech vor.
In den 1920er Jahren wuchs das Unternehmen auf über 70 Mitarbeiter. 1933 verlegte es seinen Verwaltungs- und Produktionssitz nach Weilimdorf, einem Vorort von Stuttgart. Um den veränderten Eigentumsverhältnissen Rechnung zu tragen, wurde der Firmenname 1937 in „Trumpf & Co.“ geändert. Der Zusatz „vormals Julius Geiger“ wurde einige Zeit weitergeführt.

### Trumpf im Dritten Reich

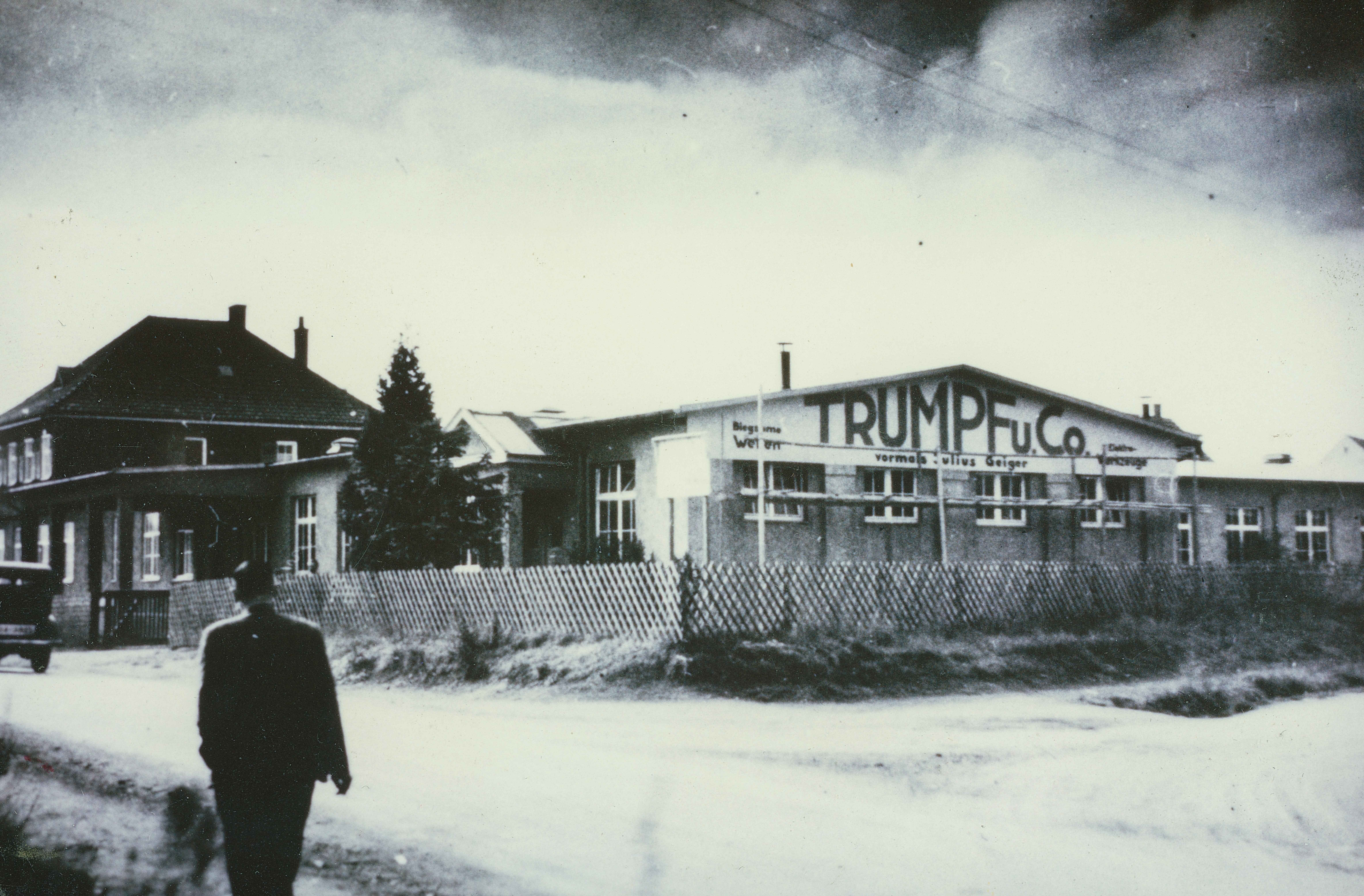
Standort in Weilimdorf (1933)

In den 1930er und 1940er Jahren fertigte Trumpf weiterhin vor allem biegsame Wellen und elektrische Handscheren. Das Unternehmen war Lieferant der Firma Elektron Co. aus Bad Cannstatt, einem Hersteller von Druckluftanlagen. Dieser stellte Fußpumpen her, die auch in militärischen Flugzeugen zum Einsatz kamen.
Während des Zweiten Weltkriegs hatte Trumpf rund 100 Mitarbeiter. Ein Drittel davon waren französische Zwangsarbeiter, die größtenteils aus der südlich von Paris gelegenen Stadt Vierzon stammten. Die Fabriken des Unternehmens blieben im Kriegsverlauf weitgehend unbeschädigt, sodass die Produktion nach Kriegsende rasch wieder aufgenommen werden konnte. Das im Jahr 1948 eingeführte Logo wurde bis in die 1980er Jahre hinein genutzt.

### Internationale Expansion
1950 erwirtschaftete Trumpf einen Umsatz von mehr als einer Million Mark. Das deutsche Wirtschaftswunder trieb die Nachfrage vor allem nach stationären Maschinen zur Blechbearbeitung. Zum Wachstum trug auch der ausländische Kundenstamm bei, den Trumpf durch seine Präsenz auf internationalen Fachmessen aufbaute. 1963 wurde die erste ausländische Tochtergesellschaft in der Schweiz gegründet. 1969 folgte der Eintritt in den US-amerikanischen Markt, im Jahr 1977 ging Trumpf nach Japan.
Die von Trumpf hergestellten Produkte wurden in über 100 Länder verkauft. Um die gestiegene Nachfrage zu bedienen, erweiterte das Unternehmen immer wieder seine Produktionskapazitäten. 1955 wurde in Hettingen auf der Schwäbischen Alb ein weiteres Werk eröffnet. 1972 verlegte Trumpf seinen Hauptsitz nach Ditzingen, wo neue Verwaltungs- und Produktionsgebäude entstanden. Dort befindet sich bis heute die Konzernzentrale, die für ihr architektonisches Niveau gelobt wird.

### Neue Geschäftsfelder
Da Christian Trumpf keine Kinder hatte, berief er 1953 Hugo Schwarz zum kaufmännischen Geschäftsführer. Zudem wurde 1966 Berthold Leibinger als technischer Geschäftsführer eingestellt. Leibinger hatte als Patensohn von Trumpf bereits mehrere Stationen im Unternehmen durchlaufen und dort auch seine Ausbildung absolviert. Leibinger kaufte dem Ehepaar Trumpf schrittweise Anteile ab, sodass Leibinger und Schwarz 1972 alleinige Anteilseigner waren. Nach Trumpfs Tod im Jahr 1977 trat Leibinger seine Nachfolge an und übernahm 1978 schließlich den Vorsitz der Geschäftsführung.
Unter seiner Führung entstanden zahlreiche Innovationen. Weltweite Beachtung fand die erste Blechbearbeitungsmaschine mit numerischer Bahnsteuerung. Sie geht auf ein Patent zur Koordinatenführung zurück, das Trumpf 1957 als Ergebnis der Diplomarbeit von Leibinger angemeldet hatte. Die Werkzeugmaschinen wurden immer weiter verbessert und modernisiert. 1985 stellte Trumpf zudem seinen ersten eigenen Kohlendioxidlaser vor, der den Grundstock für einen weiteren Geschäftsbereich bildete.

### Wandel und Wachstum
In den 1980er und 1990er Jahren entwickelte sich Trumpf vom schwäbischen Mittelständler zum Weltkonzern. Die Ausrichtung des Unternehmens gilt als Beispiel für den Erfolg des deutschen Maschinenbaus. Leibinger prägte maßgeblich den Aufstieg zum Marktführer. 2005 wechselte er aus Altersgründen vom Vorstand in den Aufsichtsrat, dessen Vorsitz er bis 2012 innehatte. Seine Tochter Nicola Leibinger-Kammüller übernahm die Führung von Trumpf.
Seit dem Amtsantritt von Leibinger-Kammüller erhöhte sich der Umsatz von rund 1,5 Milliarden Euro im Geschäftsjahr 2005/06 auf zuletzt 5,4 Milliarden Euro (2022/23). Sie stellte den Konzern breiter auf, etwa durch Gründung einer Bank und die Entwicklung von Software. Zuletzt machte das Unternehmen mit Lösungen im Bereich der Industrie 4.0 von sich reden. Unter anderem positionierte sich Trumpf als Experte für intelligente Fabriken. Aktuell rücken Quantentechnik und 3D-Druck in den Fokus.

## Unternehmensstruktur

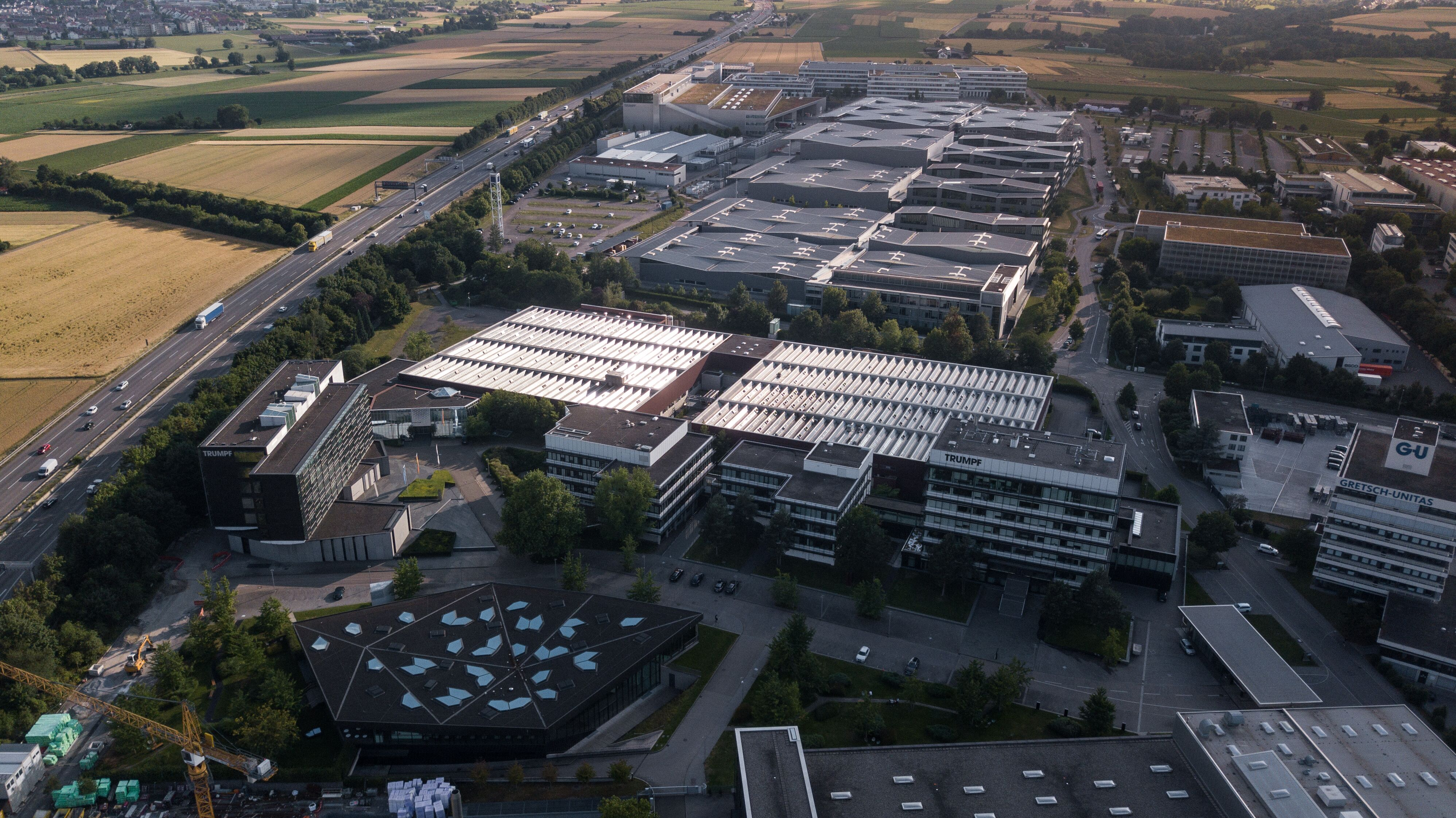
Luftbild des Stammsitzes in Ditzingen (mit Verwaltung und Produktionsstätten)

### Geschäftsbereiche/-felder
Das operative Geschäft der Trumpf-Gruppe ist in zwei Geschäftsbereichen für Werkzeugmaschinen und Lasertechnik organisiert. Dazu kommen vier operative Geschäftsfelder für Hochleistungslaser, Additive Fertigung, Laserdioden und Finanzdienstleistungen.

## Anteilseigner
(Stand: Dezember 2024):
- Berthold Leibinger Beteiligungen GmbH – 9,5 %
- Regina Leibinger – 28,5 %
- Peter Leibinger – 28,5 %
- Parsenn GmbH – 5,0 %
- Nicola Leibinger-Kammüller – 28,4 %
- Matthias Kammüller – 0,1 %

## Geschäftstätigkeit

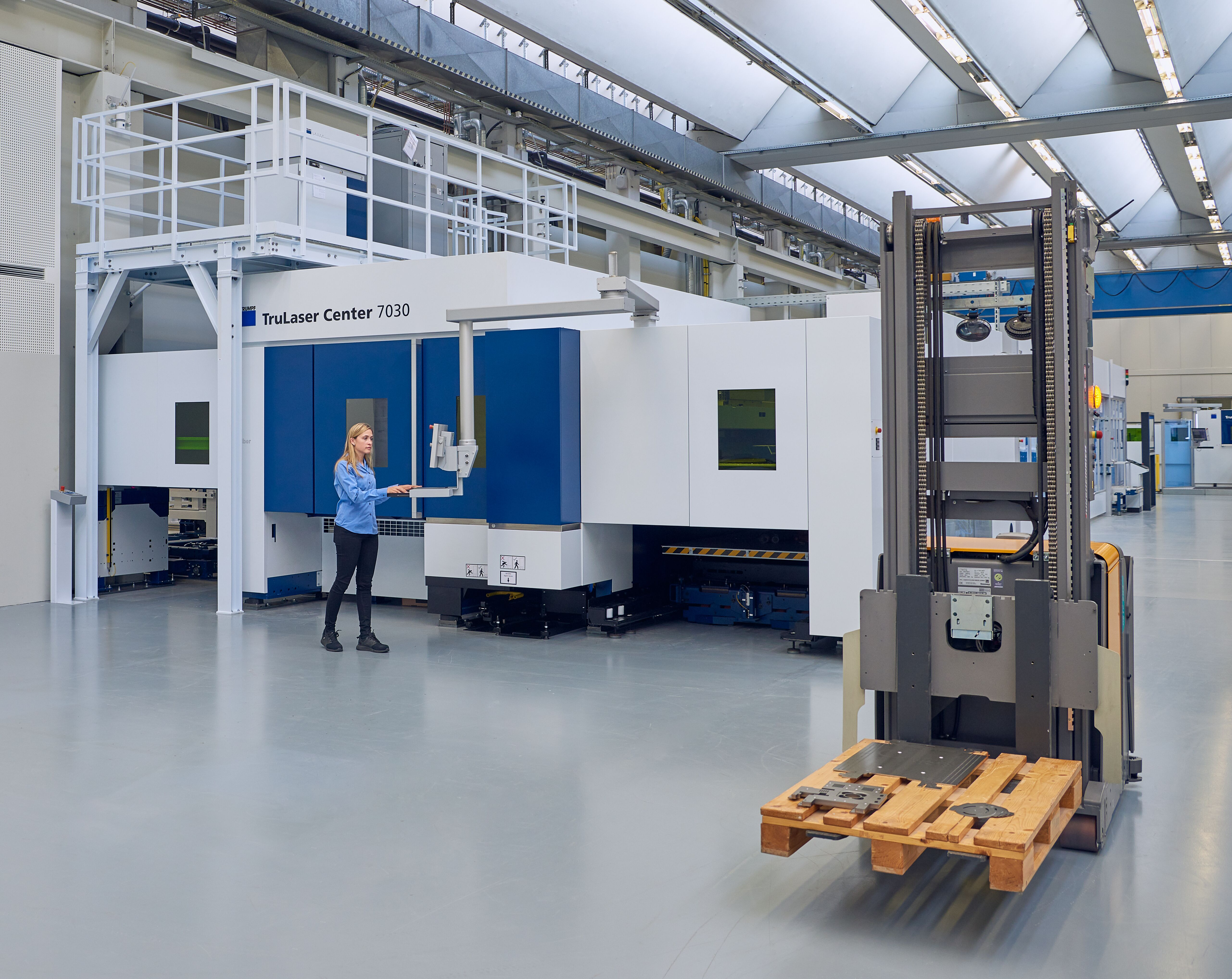
Lasersystem des Unternehmens in einer Fabrikhalle

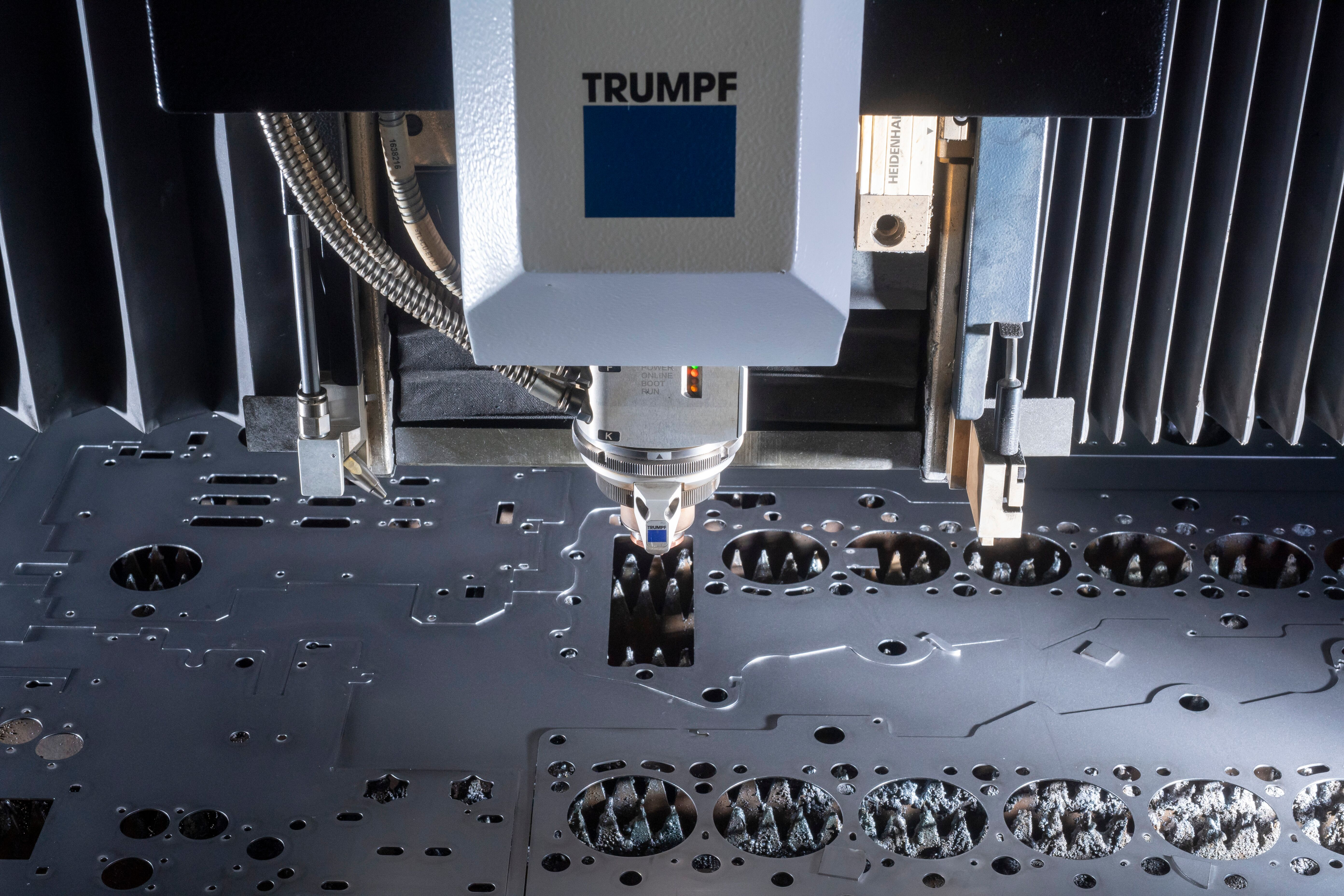
Nahaufnahme eines Trumpf-Lasers beim Schneiden

### Werkzeugmaschinen
Der Schwerpunkt von Trumpf liegt traditionell in der flexiblen Bearbeitung von Blechen und Rohren. Zum Portfolio gehören Anlagen und Systeme zum Schneiden, Stanzen, Biegen und Schweißen. Diese kommen bei der Herstellung einfacher bis komplexer Bauteile zum Einsatz, etwa im Maschinen- und Anlagenbau, bei Nutzfahrzeugen, in der Klimatechnik oder dem Möbelbau. Auch kleinere Stückzahlen sind realisierbar. Trumpf bietet zahlreiche ergänzende Vor- und Nachleistungen, etwa für die Konstruktion und Automatisierung sowie die Wartung von Maschinen.

### Lasertechnik
Die Lasertechnik entwickelte sich zu einem weiteren wichtigen Arbeitsfeld, da sie eine Alternative beispielsweise zum Sägen und Fräsen ist. Trumpf stellt CO2-Laser und Festkörperlaser (Scheibenlaser und Faserlaser) her. Diese ermöglichen das Schneiden und Schweißen von Metall sowie das Markieren und Bearbeiten von Oberflächen mit Lasern. Diese Dauerstrich-, Kurz- und Ultrakurzpulslaser kommen zum Beispiel in der Automobilindustrie, der Energiebranche, der Luft- und Raumfahrt und der Medizintechnik zum Einsatz.
Bei der Herstellung von Mikrochips spielen Hochleistungslaserverstärker von Trumpf eine zentrale Rolle. Mit ihrer Hilfe wird ein Plasma erzeugt, das die extrem ultraviolette Strahlung (EUV) zur Belichtung von Wafern liefert. Zum Portfolio gehören auch Laserdioden, die etwa in Smartphones, in der Datenkommunikation oder in der Elektromobilität zur Wärmebehandlung von Batteriekomponenten zum Einsatz kommen.

### Standorte/Regionen
Trumpf ist international in allen wichtigen Märkten in Europa, Amerika und Asien-Pazifik präsent. Derzeit (Stand: 2021/2022) gehören 86 operative Tochtergesellschaften zur Gruppe. Produziert wird in Deutschland und beispielsweise in China, Frankreich, Großbritannien, Mexiko und in der Schweiz (Baar, Grüsch und Bottighofen).
Im Heimatmarkt ist das Unternehmen in Baden-Württemberg traditionell stark vertreten. Dort liegen 8 von 14 deutschen Standorten. In Deutschland arbeiten über 8.000 Mitarbeiter für Trumpf, was der Hälfte der gesamten Belegschaft entspricht. Der Schwerpunkt der Erlöse liegt hingegen im asiatisch-pazifischen Raum, wo die Gruppe rund ein Viertel ihres Umsatzes erwirtschaftet.

### Kennzahlen
| in Mio. Euro  | 2017/18 | 2018/19 | 2019/20 | 2020/21 | 2021/22 | 2022/23 | 2023/24 |
| Umsatz        | 3.565,6 | 3.784,0 | 3.487,7 | 3.504,7 | 4.222,8 | 5.364,5 | 5.172,4 |
| Gewinn (EBIT) | 534,7   | 349,3   | 309,1   | 369,5   | 468,4   | 615,4   | 501,1   |
| Mitarbeiter   | 13.420  | 14.490  | 14.325  | 14.767  | 16.554  | 18.352  | 19.018  |

## Auszeichnungen

### Deutscher Zukunftspreis
2013 wurde Trumpf mit dem Deutschen Zukunftspreis ausgezeichnet. Zusammen mit Robert Bosch und Forschern des Fraunhofer IOF und der Friedrich-Schiller-Universität Jena entwickelte das Unternehmen einen Ultrakurzpulslaser für die industrielle Massenfertigung.
Auch 2020 erhielt Trumpf den Deutschen Zukunftspreis für einen entscheidenden Fortschritt in der Herstellung moderner Mikrochips unter Anwendung von EUV-Lithografie. Hierfür kooperierte das Unternehmen mit ASML, Zeiss und dem Fraunhofer IOF.

### Hermes Award
2020 gewann Trumpf den Hermes Award. Ausgezeichnet wurde der Standard „Omlox“, der eine technologie- und herstellerunabhängige Bereitstellung von Ortungsdaten ermöglicht. An der Entwicklung beteiligten sich mehr als 60 Industrieunternehmen.

### Stiftung Werner-von-Siemens-Ring
2024 erhielt Michael Kösters den Stiftung Werner-von-Siemens-Ring stellvertretend für Trumpf für Entwicklung der EUV-Lithografie und die industrielle Nutzbarmachung der High-NA-EUV-Lithographie. Hierfür kooperierte das Unternehmen mit ASML und Zeiss.

### Sonstiges
Forbes setzte das Unternehmen 2022 auf die Liste der World’s Best Employers. Die Trumpf-Gruppe gilt als Beispiel für die Vereinbarkeit von wirtschaftlichen Interessen und zufriedenen Mitarbeitern, etwa durch Jahresarbeitszeitkonten.